# 奥伯恩海姆
奥伯恩海姆是德国巴登-符腾堡州的一个市镇。总面积15.02平方公里，总人口1434人，其中男性705人，女性729人（2011年12月31日），人口密度95人/平方公里。